# Oligostachyum lubricum
Oligostachyum lubricum là một loài thực vật có hoa trong họ Hòa thảo. Loài này được (T.H.Wen) Keng f. mô tả khoa học đầu tiên năm 1986.